# Csu (folyó)
A Csu, Ak-Suu, (Chu) egy Észak-Kirgizisztánt és Dél-Kazahsztánt átszelő folyó. Hosszúsága körülbelül 1067 kilométer, ebből az első 115 kilométert Kirgizisztánban, 221 kilométert a két ország határfolyójaként, 731 kilométert pedig Kirgizisztánban tesz meg. Mind Kirgizisztán, mind Kazahsztán egyik legjelentősebb folyója. A folyóba mindegy 4892 folyó és csatorna vize ömlik. Torkolata nincs, a Mojinkum-sivatagban szikkad el.

## Képek

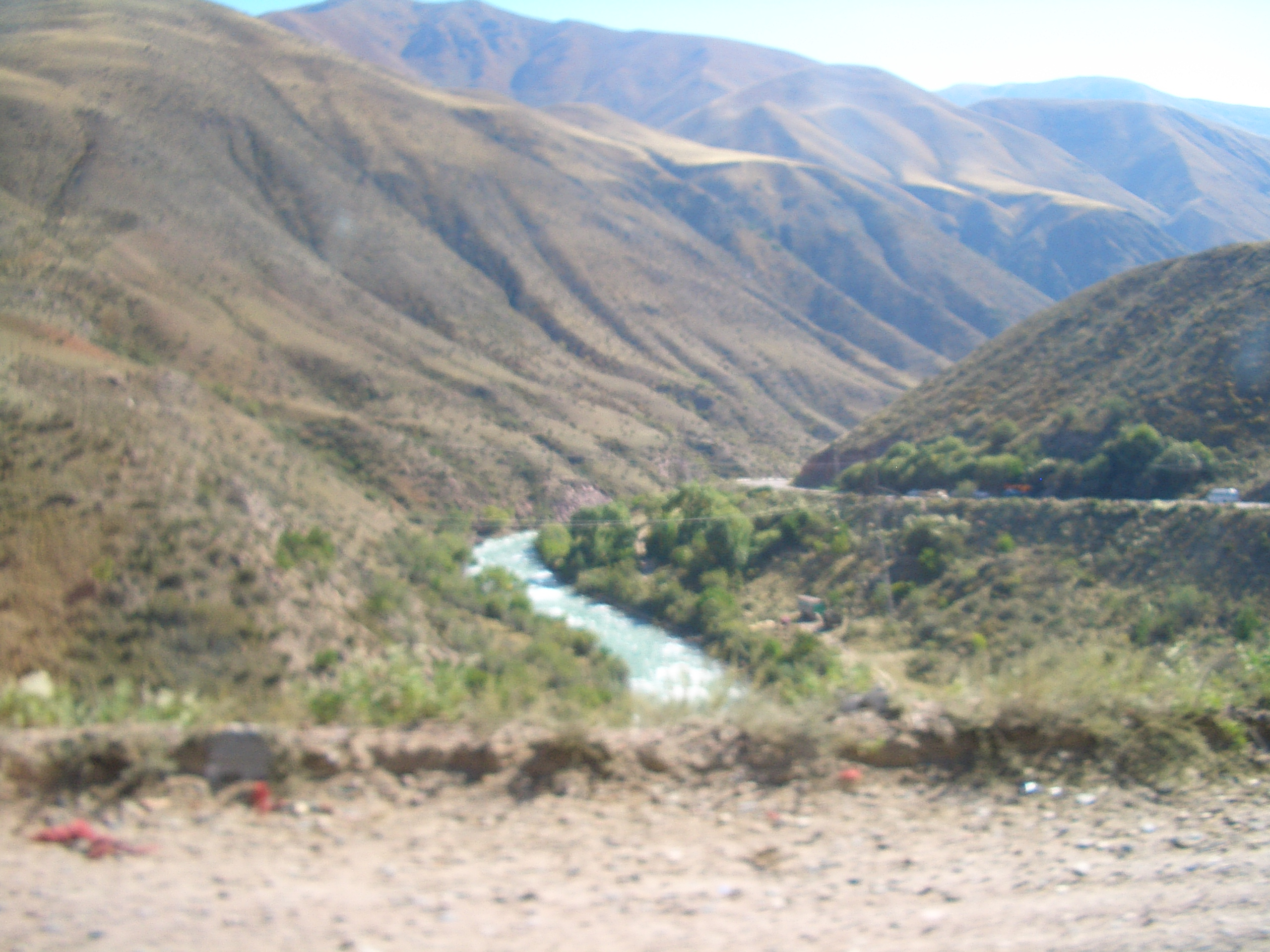
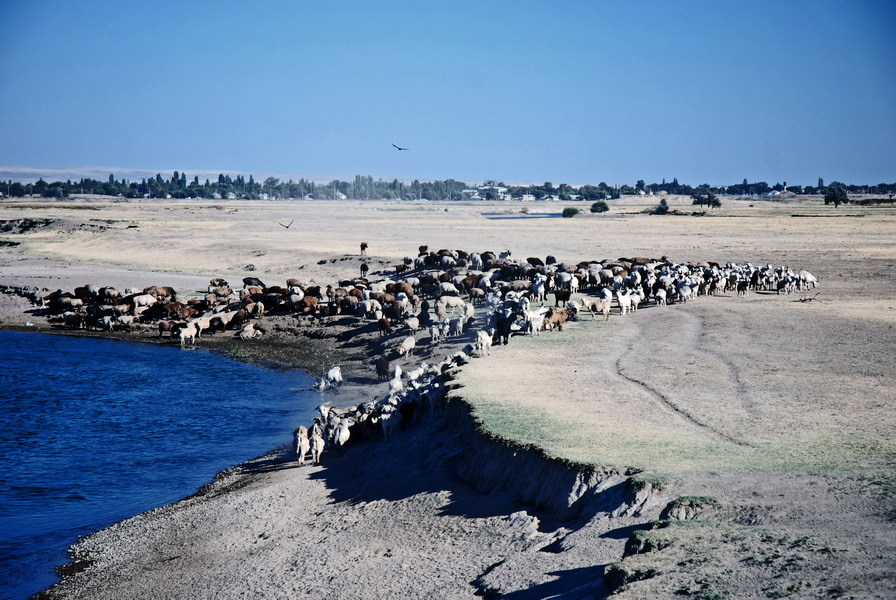
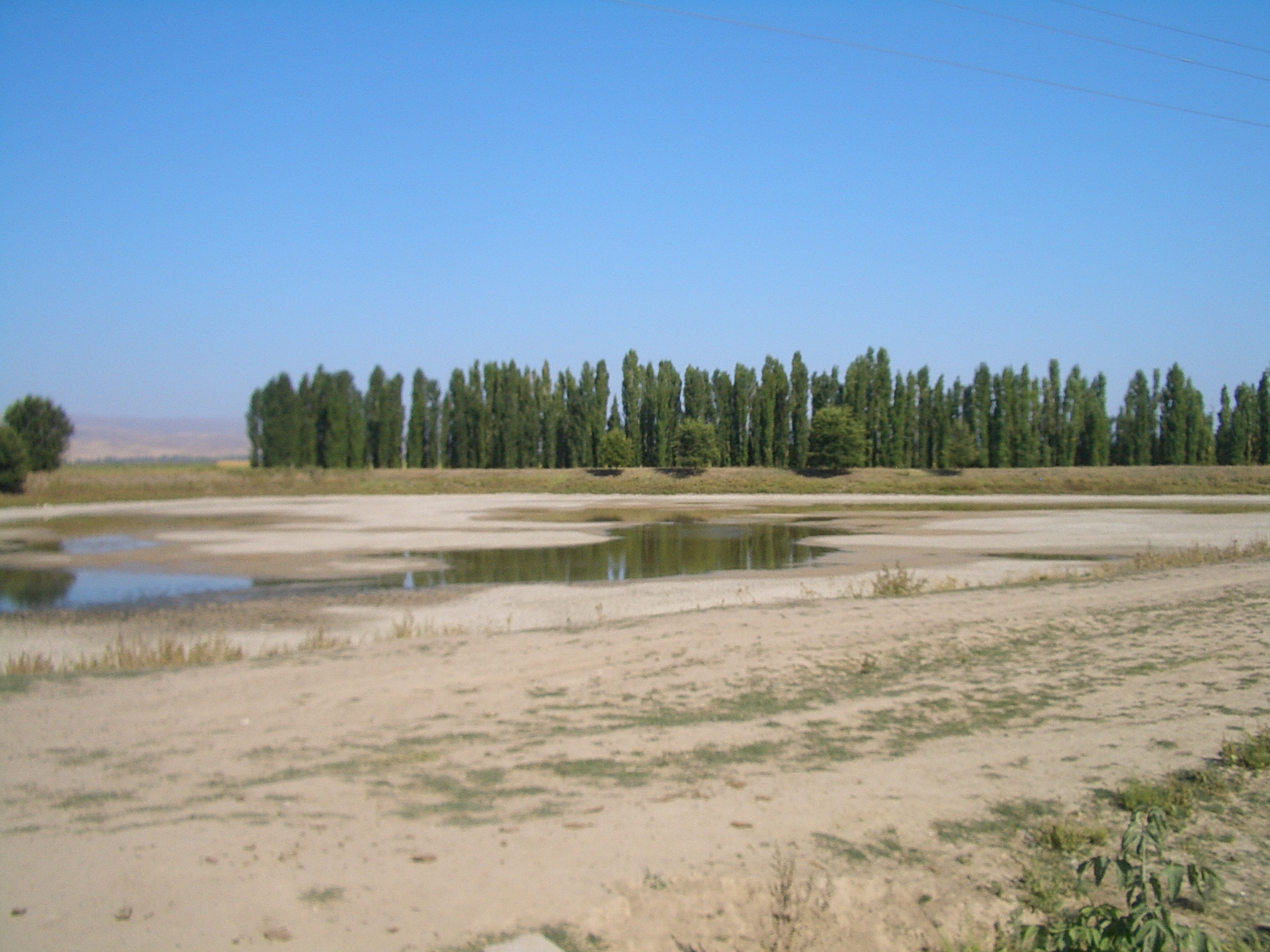
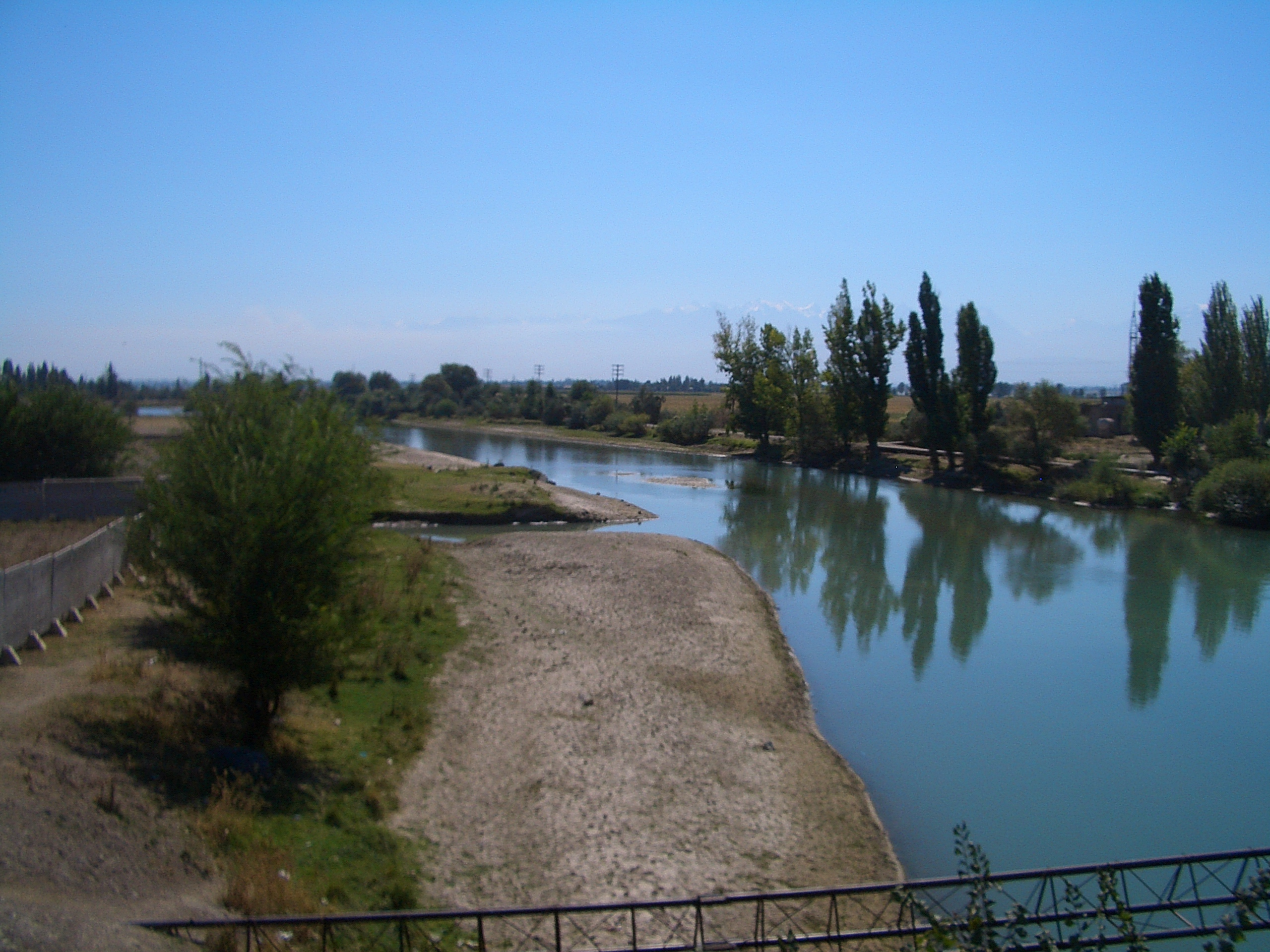
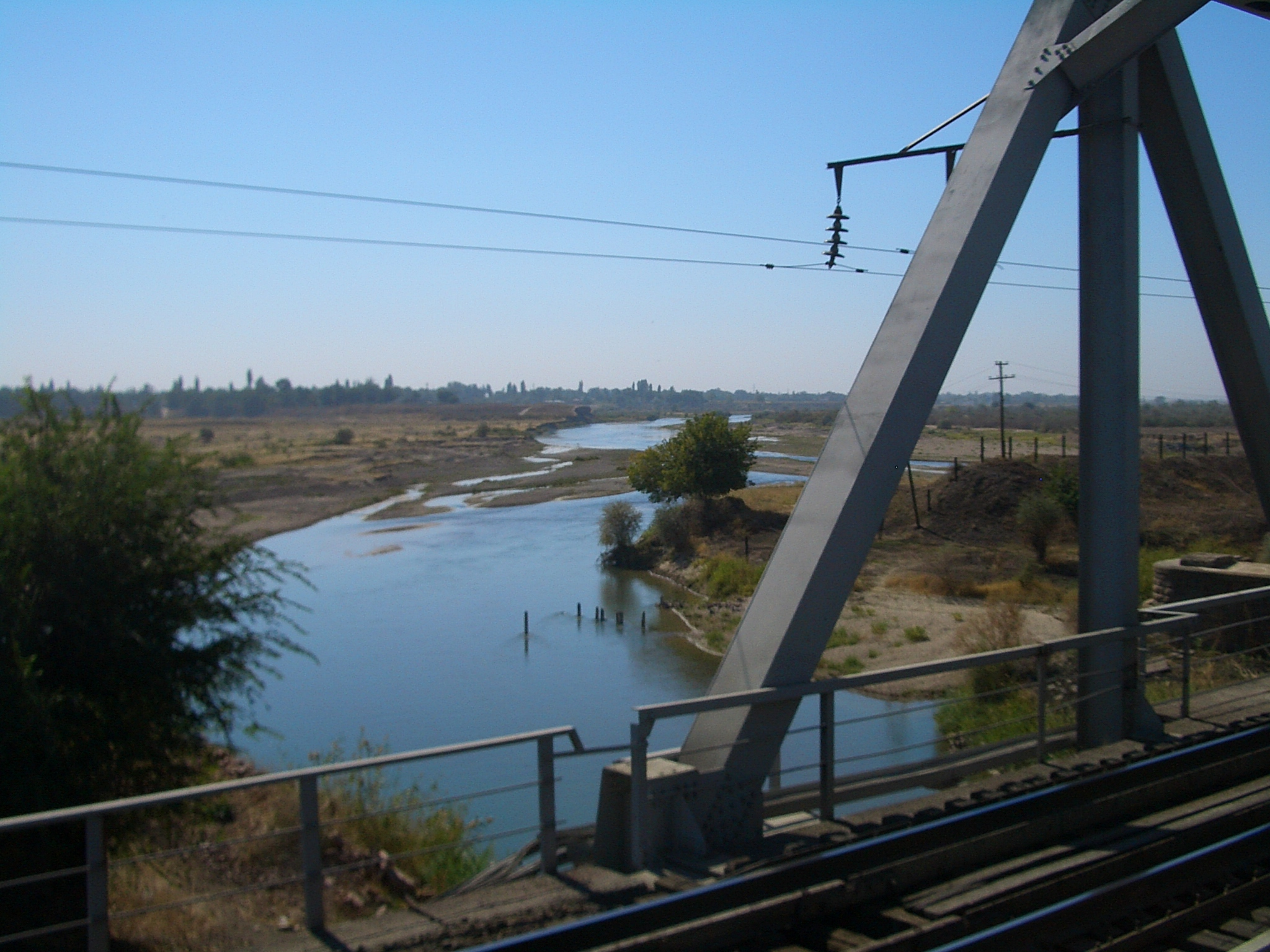